# Oreobolus
Oreobolus  R.Br. é um género botânico pertencente à família Cyperaceae.

## Sinônimos
- Schoenoides Seberg
- Voladeria Benoist

## Espécies
| - Oreobolus acutifolius - Oreobolus ambiguus - Oreobolus clandestinus - Oreobolus cleefii - Oreobolus clemensiae - Oreobolus distichus - Oreobolus ecuadorensis - Oreobolus furcatus - Oreobolus geoppingeri - Oreobolus goeppingeri - Oreobolus impar | - Oreobolus kuekenthalii - Oreobolus obtusangulus - Oreobolus oligocephalus - Oreobolus oxycarpus - Oreobolus pectinatus - Oreobolus pfeifferianus - Oreobolus pumilio - Oreobolus serrulata - Oreobolus strictus - Oreobolus tholicarpus - Oreobolus venezuelensis |